# 鳳凰山高爾夫球會
鳳凰山高爾夫球會（英語：Phoenix Hill Golf Club），位於中國廣東省東莞市鳳崗雁田祥新西路，於2006年7月6日開業，是一個擁有27洞的高爾夫球場。球會原址為荒廢石礦場，因此球道高低落差非常之大。